# Sankt Peter am Wimberg
Sankt Peter am Wimberg è un comune austriaco di 1 777 abitanti nel distretto di Rohrbach, in Alta Austria; ha lo status di comune mercato (Marktgemeinde).